# Abigail Portner
Abigail Portner nebo také Abby Portner (* 1980) je americká výtvarnice, režisérka videoklipů a hudebnice, sestra hudebníka Davida Portnera, známějšího jako Avey Tare ze skupiny Animal Collective.
Věnuje se tvorbě plakátů a obalů alb pro tuto skupinu. Dále je režisérkou několika videoklipů skupiny a autorkou obalu alba Young Prayer hudebníka vystupujícího pod přezdívkou Panda Bear (rovněž člen Animal Collective). Roku 2015 připravila vizuální podobu a scénografii koncertů dánské skupiny Reptile Youth. V roce 2019 vytvořila obal alba État francouzského skladatele Daniela Wohla. Jako hudebnice hrála ve skupině Rings a měla vlastní projekt Drawlings.

## Spolupráce sJohnem Calem
Roku 2014 režírovala videoklip k písni „If You Were Still Around“ velšského hudebníka a hudebního skladatele Johna Calea. S Calem později spolupracovala na vizuálních efektech při otevření nového sídla newyorského Muzea amerického umění Whitneyové. Později s ním spolupracovala i na koncertu v Centre Pompidou v Metách a na vystoupení na melbourneském festivalu Supersense. V Austrálii vytvořila videoprojekce na všech stěnách kolem publika, neboť Cale chtěl dosáhnout nepříjemné atmosféry. V listopadu 2015 byl představen videoklip k nové verzi Caleovy písně „Close Watch“ z alba M:FANS, jehož režísérkou byla taktéž Abigail Portner. O rok později byl představen Caleův videoklip k písni „Hallelujah“ (nahrávka pochází z alba Fragments of a Rainy Season z roku 1992). Videoklip, v němž kromě Calea vystupuje Arlene Deradoorian, rovněž režírovala Abigail Portner. S Johnem Calem dále spolupracovala na koncertech 3. února 2016 v Londýně a 3. dubna téhož roku v Paříži, stejně jako při naprosté většině jeho dalších koncertů (informace k roku 2025). Do roku 2025 natočila pro Calea další čtyři videoklipy a vytvořila obaly jeho alb Mercy (2023) a Mixology (Volume 1) (2025).

## Videoklipy
Abigail Portner režírovala tyto videoklipy:
- „In the Flowers“ (Animal Collective, 2013)
- „If You Were Still Around“ (John Cale, 2014)
- „Catchy (Was Contagious)“ (Avey Tare’s Slasher Flicks, 2014)
- „Little Fang“ (Avey Tare's Slasher Flicks, 2014)
- „Close Watch“ (John Cale, 2015)
- „Hallelujah“ (John Cale, 2016)
- „Saturdays (Again)“ (Avey Tare, 2019)
- „HORS_“ (Avey Tare, 2019)
- „Queen of Proofs“ (Collapsing Scenery, 2019)[11]
- „Wake My Door“ (Avey Tare, 2020)[12]
- „Thin Growing Thing“ (Pure Bathing Culture, 2020)[13]
- „Lazy Day“ (John Cale, 2020)[14]
- „Andalucia“ (Andrew Bird, 2020)[15]
- „Strung with Everything“ (Animal Collective, 2022)[16]
- „Pretty People“ (John Cale, 2024)[17]
- „Shark-Shark“ (John Cale, 2024)[18]
- „All to the Good“ (John Cale, 2025)